# Bouillon (Frankrijk)
Bouillon is een gemeente in het Franse departement Pyrénées-Atlantiques (regio Nouvelle-Aquitaine) en telt 98 inwoners (1999). 

## Geografie
De oppervlakte van Bouillon bedraagt 3,27 km², de bevolkingsdichtheid is 29,97 inwoners per km².
De onderstaande kaart toont de ligging van Bouillon (Frankrijk) met de belangrijkste infrastructuur en aangrenzende gemeenten.

## Demografie
De figuur toont het verloop van het inwonertal (bron: INSEE-tellingen).
1. ↑  Populations de référence 2022.